# Liste der Monuments historiques in Sermaize-les-Bains
Die Liste der Monuments historiques in Sermaize-les-Bains führt die Monuments historiques in der französischen Gemeinde Sermaize-les-Bains auf.

## Liste der Immobilien
| Bezeichnung                  | Beschreibung            | Standort               | Kennzeichnung | Schutzstatus | Datum | Bild           |
| ---------------------------- | ----------------------- | ---------------------- | ------------- | ------------ | ----- | -------------- |
| Kirche Nativité-de-la-Vierge | aus dem 12. Jahrhundert | Rue de l’Église (Lage) | PA00078855    | Classé       | 1016  | weitere Bilder |

## Liste der Objekte
| Bezeichnung                              | Beschreibung                                             | Standort                                   | Kennzeichnung | Schutzstatus    | Datum  | Bild |
| ---------------------------------------- | -------------------------------------------------------- | ------------------------------------------ | ------------- | --------------- | ------ | ---- |
| Skulptur Ecce Homo                       | Stein, 16. Jahrhundert                                   | in der Kirche Nativité-de-la-Vierge (Lage) | PM51003375    | Inscrit         | 1995   |      |
| Taufbecken                               | Stein, 19. Jahrhundert                                   | in der Kirche Nativité-de-la-Vierge (Lage) | PM51002357    | Inscrit         | 1975   |      |
| Relief Mariä Verkündigung                | Holz, Ende des 16. Jahrhunderts; 1914 zerstört           | in der Kirche Nativité-de-la-Vierge (Lage) | PM51001615    | Classé gelöscht | ? 1945 |      |
| Zwei Sessel, zwei Stühle und zwei Hocker | Holz, Anfang des 19. Jahrhunderts                        | in der Kirche Nativité-de-la-Vierge (Lage) | PM51001028    | Classé          | 1975   |      |
| Kruzifix (1)                             | Holz, farbig gefasst, 18. Jahrhundert                    | in der Kirche Nativité-de-la-Vierge (Lage) | PM51001029    | Classé          | 1922   |      |
| Kruzifix (2)                             | Holz, 14. Jahrhundert                                    | in der Kirche Nativité-de-la-Vierge (Lage) | PM51003374    | Inscrit         | 1995   |      |
| Hauptaltar                               | Altartisch und Tabernakel; Marmor, Holz, 17. Jahrhundert | in der Kirche Nativité-de-la-Vierge (Lage) | PM51003376    | Inscrit         | 1995   |      |